# 5. Panzerarmee (Wehrmacht)
Die 5. Panzerarmee / Panzerarmeeoberkommando 5 (PzAOK 5) war eine Kommandobehörde des Heeres der Wehrmacht während des Zweiten Weltkrieges. Sie war Oberkommando jeweils wechselnder Armeekorps sowie zahlreicher Spezialtruppen.

## Geschichte

### Tunesien

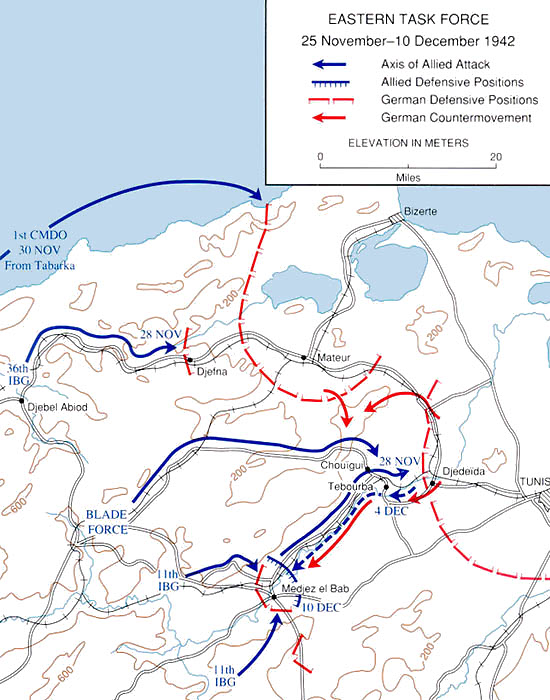
“Run for Tunis”, „Unternehmen Eilbote“ Winter 1942/1943

Die 5. Panzerarmee wurde erstmals am 8. Dezember 1942 in Tunesien durch Umbildung des LXXXX. Armeekorps aufgestellt. Mehrere deutsche und italienische Divisionen aus Frankreich und Italien wurden nach Tunesien verlegt, wo sie unter dem Befehl von General Hans-Jürgen von Arnim zusammengefasst wurden, nachdem die Alliierten im Rahmen der Operation Torch in Algerien und Marokko gelandet waren. Ihre sechs Divisionen erreichten niemals Sollstärke. Raymond Cartier bezifferte die Stärke der 5. Panzerarmee in Tunesien bei ihrer Aufstellung auf 78.000 deutsche und 27.000 italienische Soldaten. Sie unterstand anfangs dem Oberbefehlshaber Süd, Generalfeldmarschall Albert Kesselring, ab Februar 1943 dann der neugebildeten Heeresgruppe Afrika unter GFM Erwin Rommel. Ihre erste Aufgabe bestand darin, die beiden großen Häfen im Norden Tunesiens, Bizerta und Tunis, im sogenannten Lauf auf Tunis (Run for Tunis) gegen die aus Algerien vorstoßende britische 1. Armee zu sichern. Der entsprechende deutsche Deckname trug den Titel „Unternehmen Eilbote“.

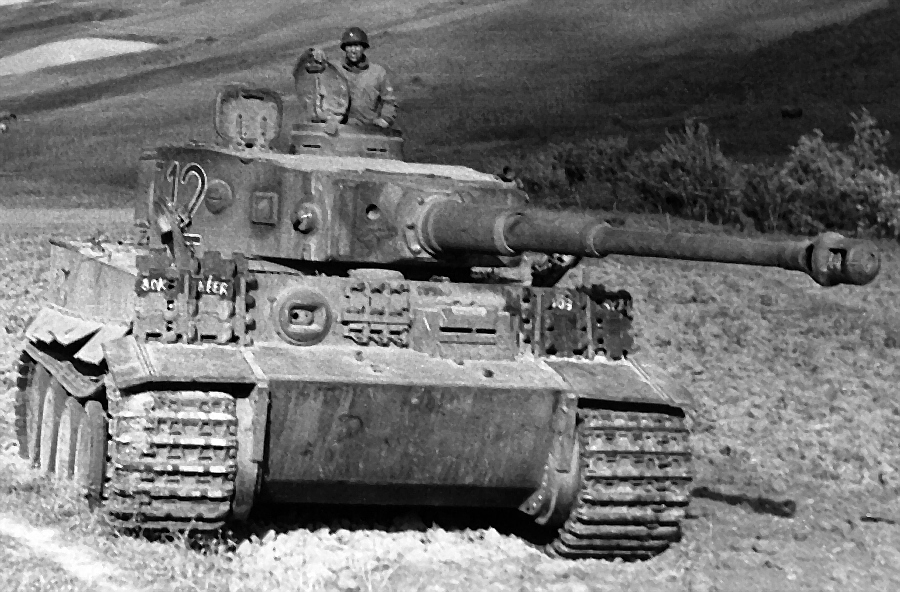
Erbeuteter Tiger-Panzer in Tunesien

Diese Operation konnte erfolgreich bewältigt und die beiden großen Hafenstädte gesichert werden. Somit konnte die sich auf den Süden Tunesiens zurückziehende Panzerarmee Afrika weiter mit Nachschub versorgt werden, bzw. blieb für diese vorläufig die Möglichkeit offen, sich auf den europäischen Kontinent zurückzuziehen. Obwohl Hitler Arnim Verstärkungen zusicherte, um gegen die britische 1. Armee offensiv vorzugehen, unterblieben diese. Da die britische 1. Armee wiederum einige ihrer Truppen im Westen Algeriens und Marokkos zurückhielt, um gegen ein mögliches Eingreifen des spanischen Diktators Francisco Franco zugunsten der Achsenmächte gewappnet zu sein, verharrten die Kämpfe im Norden Tunesiens bis April 1943 im Stellungskrieg. Nach der Teilnahme am Tunesienfeldzug ergab sich die Armee am 13. Mai 1943 bei Bizerta den Alliierten. Den Truppen der Alliierten war es zuvor gelungen, die Luft- und Seeherrschaft vor Tunesien zu erringen und somit die Heeresgruppe Afrika im sogenannten Tunis Kessel einzukreisen. Offiziell aufgelöst wurde die 5. Panzerarmee am 30. Juni 1943.

### Normandie, Frankreich

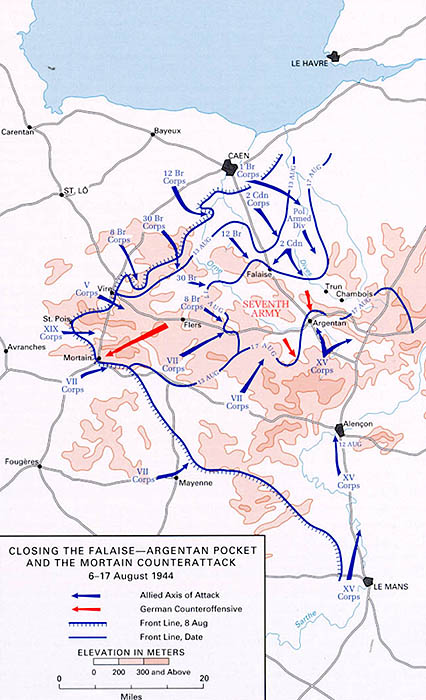
Kessel von Falaise, August 1944

Zum Schutz der Küstenlinie des Atlantikwalls wurde am 24. Januar 1944 in Nordfrankreich die Panzergruppe West aus dem Stab des Generals der Panzertruppen West, General der Panzertruppe Leo Geyr von Schweppenburg, aufgestellt. Sie unterstand als OKW-Reserve zuerst dem Oberbefehlshaber West, Generalfeldmarschall Gerd von Rundstedt, dann direkt dem Oberkommando der Wehrmacht, also Hitler. Nach der Landung der Alliierten in der Normandie am 6. Juni 1944 (→ Operation Neptune) kämpfte die Panzergruppe West unter dem Befehl der Heeresgruppe B in der Schlacht um Caen. Am 10. Juni wurde das Hauptquartier der Panzergruppe in La Caine durch einen gezielten britischen Luftangriff ausgeschaltet; mindestens 18 Stabsoffiziere kamen dabei ums Leben. Bis zur Neuaufstellung des Stabes übernahm der Kommandierende General des I. SS-Panzerkorps Sepp Dietrich die Führung des Frontabschnitts.
Am 5. August 1944 erfolgte die Umbenennung in 5. Panzerarmee, gefolgt von Rückzugskämpfen aus dem Kessel von Falaise. Ab September war sie zeitweilig der Heeresgruppe G unterstellt und kämpfte im Raum Lothringen gegen die 3. US-Armee. In der Schlacht von Arracourt gegen die 4th Armored Division der US Army (18. bis 29. September 1944) erlitt sie schwere Verluste (von 262 eingesetzten gepanzerten Fahrzeugen wurden 86 zerstört und 114 durch Beschädigung u. ä. unbrauchbar).
Nach einer erneuten Umstrukturierung gehörte die 5. Panzerarmee ab November wieder zur Heeresgruppe B.

### Ardennenoffensive

Verlauf der Ardennenoffensive, Dezember 1944

In der Mitte Dezember 1944 begonnenen Ardennenoffensive kämpfte sie im Mittelabschnitt der Front und sollte bis nach Antwerpen vorrücken. Dabei belagerte sie vom 20. bis etwa 27. Dezember Bastogne (siehe Belagerung von Bastogne).
Etwa zum Jahreswechsel war klar, dass dieser Plan – auch angesichts gravierender Nachschubprobleme – unrealisierbar war. Im Februar 1945 nahm Generalfeldmarschall von Rundstedt umfangreiche Umgruppierungen vor, weil Hitler ihm den Rückzug verboten hatte und er im Februar 1945 der alliierten Operation Grenade entgegentreten musste.
Im April 1945 wurde die Armee gemeinsam mit den anderen Teilen der Heeresgruppe B im Ruhrkessel eingeschlossen und kapitulierte am 17. April 1945.

## Oberbefehlshaber
5. Panzerarmee, 1. Aufstellung
- Generalleutnant Heinz Ziegler – 8. Dezember 1942 bis 20. Februar 1943 (stellvertretend)
- Generaloberst Hans-Jürgen von Arnim – 20. Februar bis 9. März 1943
- General der Panzertruppe Gustav von Vaerst – 9. März bis 9. Mai 1943

Panzergruppe West
- General der Panzertruppe Leo Geyr von Schweppenburg – 24. Januar bis 5. Juli 1944
- General der Panzertruppe Heinrich Eberbach – 5. Juli bis 5. August 1944

5. Panzerarmee, 2. Aufstellung
- General der Panzertruppe Heinrich Eberbach – 5.–23. August 1944
- SS-Oberst-Gruppenführer Josef Dietrich – 23. August bis 12. September 1944
- General der Panzertruppe Hasso von Manteuffel – 12. September 1944 bis 9. März 1945
- Generaloberst Josef Harpe – 9. März bis 17. April 1945

## Gliederung

### Armeetruppen
1. Aufstellung
- Panzer-Armee-Nachrichten-Regiment 5

2. Aufstellung
- Höherer Artilleriekommandeur 309
- Kommandant rückwärtiges Armeegebiet PzAOK 5
- Panzer-Armee-Nachrichten-Regiment 5

### Unterstellte Großverbände
1. Aufstellung
- 8. Dezember 1942 bis 1. Januar 1943:
- 10. Panzer-Division
- Panzer-Division Hermann Göring
- Schwere Panzer-Abteilung 501
- 50 italienische Brigade „Imperiali“ mit Semovente 75/18
- 22. Luftlande-Division/Panzergrenadier-Regiment 47
- 334. Infanterie-Division
- Infanterie-Division „von Broich“
- 1. Infanteriedivision „Superga“ (italienische Gebirgsinfanteriedivision)
- "Tunis Feld Bataillone (5 Bataillone je 867 Soldaten)
- 20. Flak-Division
- „Phalange africaine“ (Freiwilligenverbände des Vichy-Regimes)

Bestand 9. April 1943:
- Division General Göring
- Schwere Panzerabteilung 504
- Schwere Panzerabteilung 501
- 50 italienische Brigade „Imperiali“
- Panzergrenadier-Regiment 47
- 334. Infanterie-Division
- italienische Division Superga
- Infanterie-Division „von Manteuffel“
- 20. Flak-Division
- 999. leichte Afrika-Division
- „Phalange africaine“

Panzergruppe West
- 15. Juli 1944: XXXXVII. Panzerkorps, II. SS-Panzerkorps, I. SS-Panzerkorps, LXXXVI. Armeekorps

2. Aufstellung
- 15. August 1944: II. SS-Panzerkorps, I. SS-Panzerkorps, LXVII. Armeekorps, LXXIV. Armeekorps, LXXXVI. Armeekorps
- 28. September 1944: XXXXVII. Panzerkorps, LVIII. Panzerkorps
- 5. November 1944: LXXXI. Armeekorps, LXXXVI. Armeekorps, XII. SS-Armeekorps
- 31. Dezember 1944: LVIII. Panzerkorps, XXXIX. Panzerkorps, XXXXVII. Panzerkorps, I. SS-Panzerkorps
- 19. Februar 1945: LXVI. Armeekorps, LXVII. Armeekorps, LXXIV. Armeekorps